# Sindelsdorf
Sindelsdorf település Németországban, azon belül Bajorországban. Lakosainak száma 1243 fő (2023. december 31.). Sindelsdorf Habach, Antdorf, Penzberg, Bichl, Benediktbeuern és Großweil községekkel határos.

## Népesség
A település népessége az elmúlt években az alábbi módon változott:
| Lakosok száma | 406  | 846  | 742  | 783  | 1103 | 1135 | 1183 | 1186 | 1230 | 1243 |
|               | 1875 | 1950 | 1975 | 1987 | 2012 | 2014 | 2016 | 2017 | 2021 | 2023 |